# Jeanne Delanoue

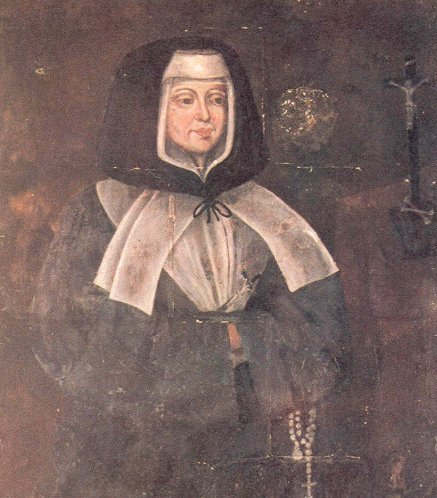
St. Jeanne Delanoue

Jeanne Delanoue (Ordensname Johanna vom Kreuz; * 18. Juni 1666 in Saumur, Frankreich; † 17. August 1736 ebenda) war eine französische Ordensgründerin und ist eine Heilige der katholischen Kirche.

## Leben
Jeanne, Tochter eines Tuchhändlers, gründete 1704 das Institut der „Schwestern der heiligen Anna von der Vorsehung“ (französisch: Sœurs de Sainte-Anne, Servantes des pauvres de la Providence de Saumur). Die Kongregation widmet sich vor allem der Pflege von Waisenkindern und bedürftigen alten Menschen. Johanna vom Kreuz, so ihr Ordensnamen, wurde von Papst Pius XII. 1947 selig und am 31. Oktober 1982 von Papst Johannes Paul II. heiliggesprochen. Ihr Gedenktag in der Liturgie ist der 17. August.